# 대천덕
대천덕(rev Reuben Archer Torrey Ⅲ 루번 아처 토리 3세[*], 1918년 1월 19일~ 2002년 8월 6일) 신부는 성공회 사제이자, 성공회 수도원인 예수원의 설립자이다.

## 생애
1918년 중국 산둥성 지난(濟南)에서 미국인 장로교 선교사 루번 아처 토리 주니어의 아들로 태어났으며, 중국과 조선의 평양에서 어린시절을 보냈다. 미국 데이비슨 대학교와 프린스턴 신학교에서 공부했으며, 제2차 세계대전당시 양심적 병역거부의 실천을 위해 병역대신 선원으로 근무하는 대체복무를 하였다.
당시 미국의 신학생들은 신학교에서 계속 공부하거나, 입대하는 두 가지 길을 선택해야 하였는데, 대천덕 신부는 미국과 전쟁 중이던 독일로부터 상선이 공격받을 위험이 있는데도 청사진을 읽는 선원으로 근무함으로써 병역을 대신 한 것이다.
선교에 대한 의견차이로 장로교회와 대립을 보여 성공회로 교파를 옮겼으며 1949년 성공회 사제서품을 받았다. 성공회 성 키프리안 교회(영어: St.Cyprian Episcopal Church) 등에서 목회하였으며, 1957년 성공회대학교의 전신인 성 미가엘 신학원의 재건립을 위해 한국에 입국하여 1964년까지 학장으로 일하였다.
1965년 강원도 태백시에 성공회 수도원인 예수원을 설립하여 빈부의 격차가 없는 평등 사회를 실천하고자 하였다. 2002년 5월 사고로 뇌출혈을 일으켜 두 차례 뇌수술을 받았으나 기력을 회복하지 못하여 그 해 8월 6일  별세하였으며, 현재까지 예수원에 남아 생활하는 유족으로는 벤 토리(Ben Torrey, 한국명 대영복) 신부가 있다. 현재인(Jane Grey Torrey)사모는 2012년에 별세하셨다.
흔히 벤 토리 신부도 아버지 대천덕 신부처럼 성공회 신부일거라 생각하는 사람들이 많지만, 그는 성공회 신부가 아닌 동방 정교회 전통을 잇는 교회인 사도적 교회(Apostolic Church)의 사제이다. 벤 토리 신부는 예수원 내의 삼수령 수련원 원장으로 북한선교를 위한 "네 번째 강 프로젝트"를 진행 중이다.

## 신학
대천덕 신부는 성서와 성령에 의한 회심을 중요하게 생각하는 복음주의 전통에 서 있으면서도, 사회정의문제에 깊은 관심을 보인 신학자로 평가받는다.
그는 미국의 경제학자 헨리 조지의 경제학과 토지는 야훼의 것이므로 아주 사고 팔지 못한다는 레위기 말씀에 근거하여 성서에서 말하는 경제정의를 실천하고자 했다. 이러한 신학은 성서에서 말하는 경제정의를 실천하고자 설립된 시민단체인 '성경적 토지 경제 정의를 위한 모임(성토모)'의 설립에 영향을 주었다.
성령의 은총을 무시하지 않는 성령론도 대천덕 신부의 신학 중 하나이다. 그 실례로 대천덕 신부의 저서 중 하나인 《대천덕 신부가 말하는 토지와 경제정의》/대천덕 지음/홍성사를 번역한 전강수는 대천덕 신부를 이렇게 평가하였다.
한 번은 대천덕 신부의 아주 가까운 분이 "신부님의 삶 가운데 가장 중요한 것 한가지를 꼽으라면 무엇이라 하시겠습니까?"라고 물었다. 그때 대천덕 신부는 "지붕위에 올라가 외치는 것입니다."라고 대답했다고 한다. 그는 특히 인생의 말년에 정의에 관해 말하고 정의의 기초인 성서적 토지법을 '외치는'데 전력을 기울였다. 성령에 의한 회심을 중시하고, 복음주의적인 전통에 서 있던 그가 어째서 이런 문제에 그토록 집중했을까? 그 이유는 이 책 한국어판 서문에 나온 그의 말에 잘 나타나 있다. "물질적인 것과 영적인 것은 분리될 수 없다. 물질적인 문제는 기도와 영적 전쟁이 없이는 해결될 수 없으며, 영적인 문제는 현실의 삶, 즉 실제적인 문제를 직면하지 않고는 해결될 수 없다." 한국교회에는 성령과 말씀을 강조하면 사회문제에 관심이 없고, 사회문제를 강조하면 성령과 말씀에는 무관심한 경향이 있다. 그러나 대천덕 신부는 성령과 말씀을 강조하는 복음주의에 입각하면서도 사회정의에 깊은 관심을 가지는 것이 얼마든지 가능하다는 사실을 삶으로 보여주었다.

## 저서
대천덕. 《《교회력에 따른 대천덕 절기설교》》. 홍성사.'대천덕 (1998). 《《하나님의 배를 젓는 사람들》1,2권》. 도서출판 쉴터.'을 저작자와 협의하여 개정출판한 교회력 설교집이다. 대천덕 신부가 성공회 기도서(1965년판 공동기도문)에 근거, 예수원 감사성찬례(성공회 미사)때마다 전한 교회력 설교내용들을 대림절→성탄절→공현절 등의 교회력 절기순으로 정리하였다.
대천덕(전강수·홍종락 옮김). 《《대천덕 신부가 말하는 토지경제정의》》. 홍성사.토지경제정의를 성서적으로 해석한 경제정의해설서이다. 토지는 야훼의 것이라는 레위기 말씀에 근거,토지를 개인의 것이 아닌, 공동체의 것으로 인식하는 토지경제정의를 요구하고 있다.
대천덕(양혜원 옮김). 《《대천덕 자서전, 개척자의 길》》. 홍성사.대천덕 신부가 병으로 별세하기전 작성한 자서전이다. 중국과 조선에서의 유년시절, 선원으로 근무한 청년기, 노동자들을 저임금 노동으로 착취하는 부자교인들과 대립한 미국에서의 사목이야기등이 수록되어 있다.

## 같이 보기
- 성공회
- 예수원